# Magnolia étoilé
Magnolia stellata
Espèce
Classification phylogénétique
Statut de conservation UICN

 EN B1ab : En danger
Le Magnolia étoilé, Magnolia stellata, est une espèce de plantes à fleurs de la famille des Magnoliaceae. C'est un arbuste à floraison printanière originaire du Japon.
Cette espèce est étroitement liée au Magnolia de Kobé (Magnolia Kobus), et est traitée par de nombreux botanistes comme une variété ou même un cultivar de celle-ci. Cependant, Magnolia stellata a été accepté comme une espèce distincte dans la monographie de Hunt en 1998.

## Description

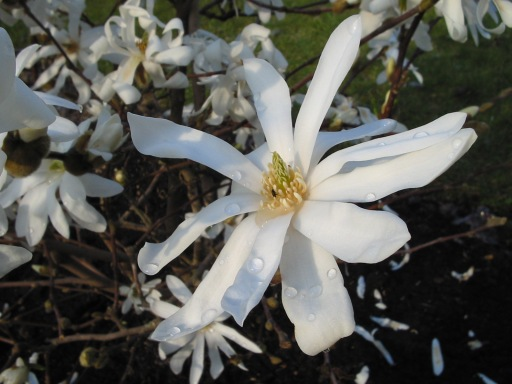
Magnolia stellata.

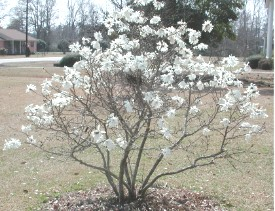

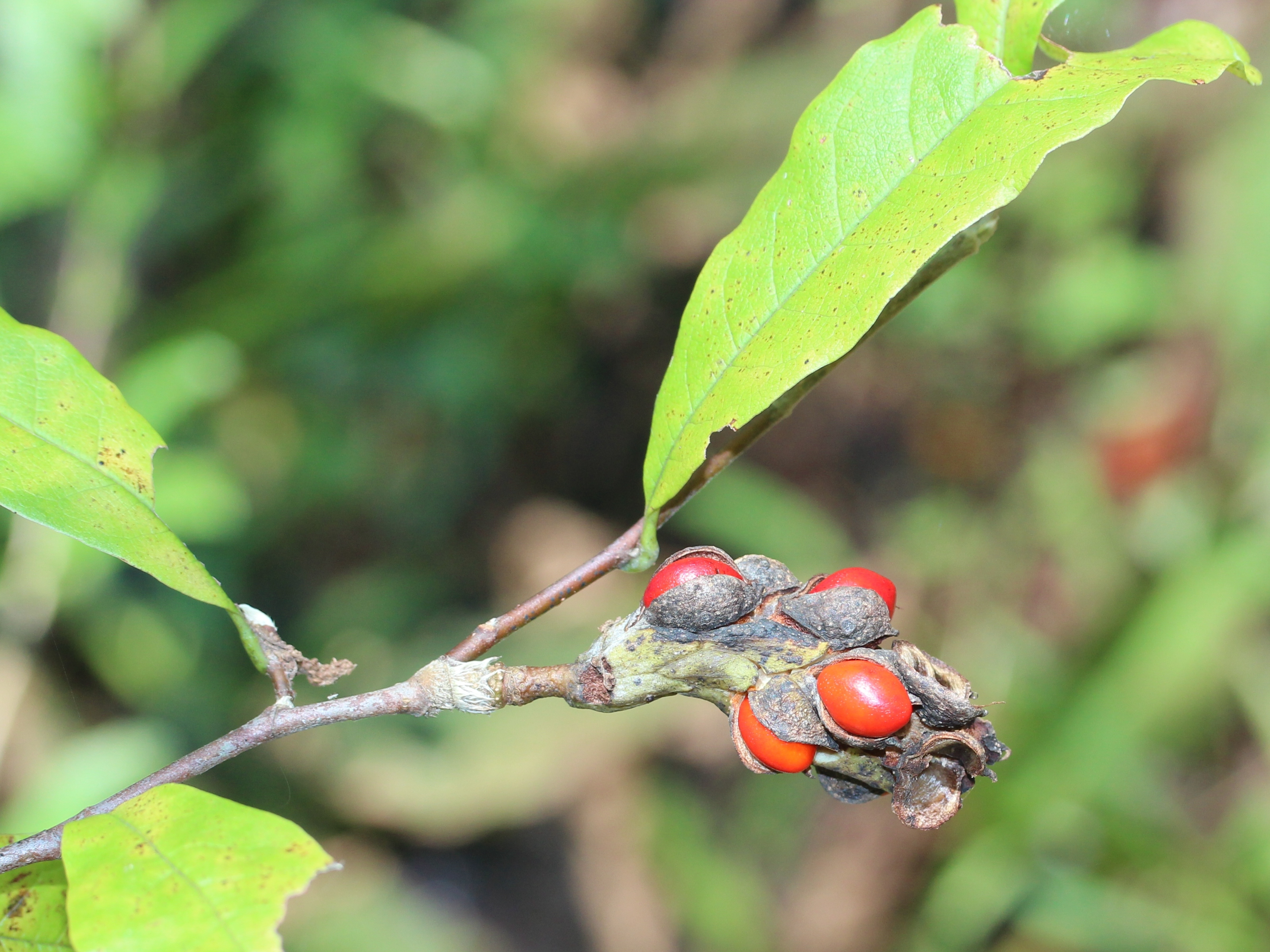
Fruits.

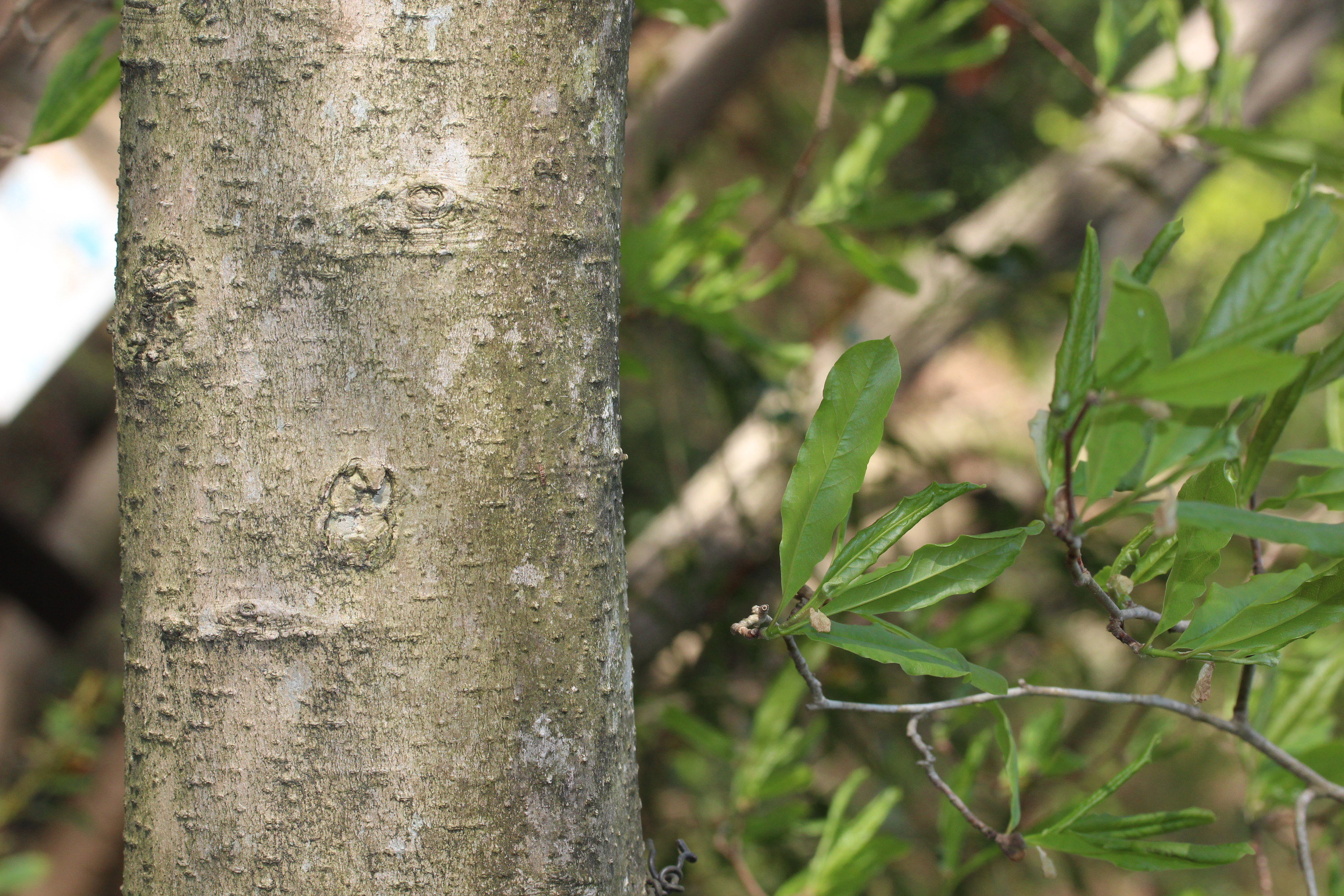
Tronc.

Cet arbuste mesure de 4 à 6 m de haut comme de large à maturité. Les jeunes arbres affichent une croissance ovale verticale, mais s'arrondissent avec l'âge.
Les fleurs de 7-10 cm en forme d'étoile, avec au moins 12 fins, délicats pétales sont légèrement parfumées et couvrent la plante nue à la fin de l'hiver ou au début du printemps, avant l'apparition des feuilles. Il existe une variation naturelle dans la couleur de la fleur, qui varie du blanc au rose riche; la teinte de rose change également d'année en année, selon la luminosité et la température de la nuit avant et pendant la floraison.
Les feuilles  de forme oblongue mesurent 10 cm de longueur et 4 cm de largeur. Elles passent du vert clair au vert profond à mesure qu'elles vieillissent, et jaune avant de tomber à l'automne.
Ces magnolias donnent des fruits d'environ 5 cm de long qui s'ouvrent en début d'automne. Le fruit mûr s'ouvre par des fentes pour révéler des graines rouge-orange, mais les fruits tombent souvent avant de se développer pleinement.
Les jeunes rameaux ont une écorce brune, tandis que le troncs a une écorce lisse gris argenté.
Ces plantes ont des racines charnues épaisses, qui se trouvent assez près de la surface et ne tolèrent pas beaucoup de perturbation.

### Confusions possibles
Différentes espèces de Magnolias se ressemblent. On peut parfois les différencier par le nombre de tépales sur les fleurs. Magnolia stellata a de 13 à 33 tépales, Magnolia × loebneri 11-16, Magnolia kobus 9-12, Magnolia x kewensis 9.

## Culture
Après avoir été introduit dans les années 1860 aux États-Unis, cette espèce a été largement cultivée en Amérique du Nord, et a été enregistrée comme une plante invasive dans certains endroits. C'est également un arbuste ornemental couramment cultivé en Europe. Il a été introduit au Royaume-Uni en 1877 ou 1878, probablement par Charles Maries.
Les gelées printanières peuvent endommager les fleurs. L'arbuste préfère un sol lourd, profond et acide et une exposition à mi-ombre.
Il peut être multiplié par semis, ou plus facilement par l'enracinement de boutures prises après que les bourgeons floraux soient formés.

### Cultivars
- Centennial Blush, gros buisson ou petit arbre à fleurs roses parfumées
- Kikuzaki, petit arbuste à floraison précoce
- Keiskei, à fleurs pourpres sur les bords
- Rosea, à fleurs rose pâle
- Royal star, à floraison précoce et très parfumée, port buissonnant érigé
- Rubra, à fleurs rose virant au rouge
- Waterlily, à boutons rose et grosses fleurs blanches
- les hybrides connus sous le nom de '8 Little Girls' ont un port érigé et fleurissent tardivement. Ils se nomment `Ann', `Betty', `Jane', `Judy' `Randy', `Ricki' et `Susan'.